# پائولینا میکولا
پائولینا میکولا (زاده ۳۰ ژوئن ۱۹۸۸ در توماشوف لوبلسکی) مجری تلویزیونی و شخصیت اینترنتی لهستانی است.
او در رشته مطالعات لهستانی از دانشگاه ورشو فارغ‌التحصیل شد. در سال ۲۰۱۳، او کانال Vlog Mówiąc Inaczej (با همکاری LifeTube) را ایجاد کرد، جایی که او نحوه صحبت کردن لهستانی را مطابق با هنجارهای زبان استاندارد آن توضیح می‌دهد. در سال ۲۰۱۹، کانال یوتیوب او به بیش از ۴۳۵۰۰۰ مشترک رسید.
در پایان سال ۲۰۱۶، میکولا به همراه آنا Gacek میزبان اولین نسخه از برنامه Bake Off - Ale ciacho در TVP2 بود.
گفته می‌شود که پیامد اصلی فعالیت او افزایش تعداد جوانانی است که به زبان لهستانی و هنجارهای تجویز شده آن علاقه نشان می‌دهند و تمایل بیشتری به کار و توسعه روش صحبت کردن لهستانی دارند.

## جوایز و نامزدها
| سال  | مراسم                              | نتیجه     | منبع   |
| ---- | ---------------------------------- | --------- | ------ |
| ۲۰۱۶ | گویازدی پلژادی (ستاره‌های Pleiades) | نامزد شده | [ ۱۱ ] |

| سال  | مراسم                                           | نتیجه     | منبع   |
| ---- | ----------------------------------------------- | --------- | ------ |
| ۲۰۱۵ | زرق و برق: کوبیتا روکو (زن سال)                 | نامزد شده | [ ۱۲ ] |
| ۲۰۱۷ | Mistrz Mowy Polskiej (روشن استاد گفتار لهستانی) | برنده     | [ ۱۳ ] |